# 8-й фронт (Японія)

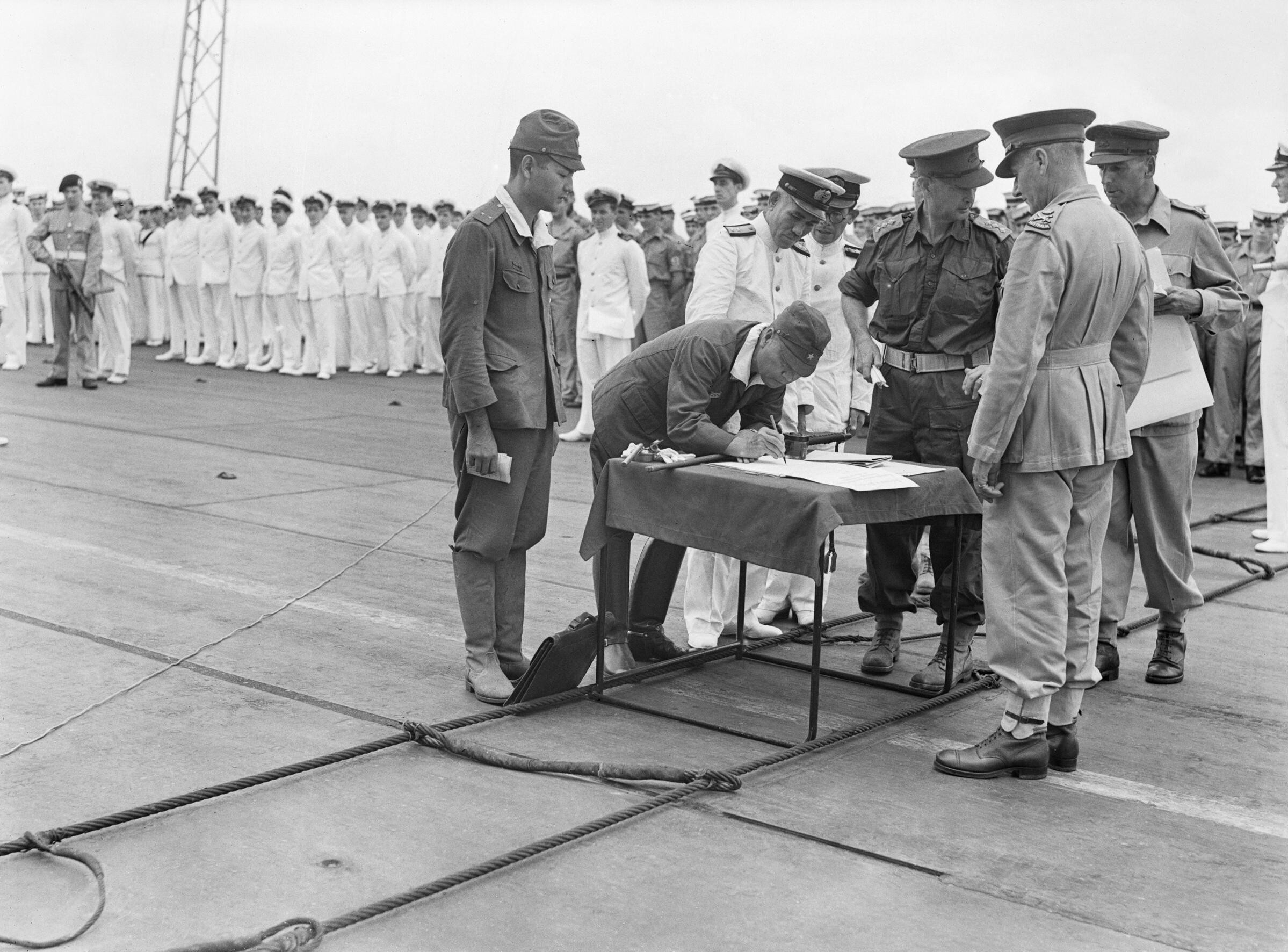
Капітуляція 8-го фронту. Генерал Імамура Хітоші на борту «Глорії».

8-й фро́нт (яп. 【第八方面軍】) — вище оперативно-стратегічне об'єднання збройних сил Японської імперії, фронт Імперської армії Японії в 1942–1945 роках. Брав участь у війні на Тихому океані (1941–1945) на теренах Південно-Східної Азії й Окенії — Нової Гвінеї, Соломонових островів, архіпелагу Бісмарка.

## Дані
- Сформований: 16 листопада 1942 року
- Кодова назва: Ґо (【剛】, «відважний»)[1].
- Підпорядкування: Генеральний штаб Збройних сил Японії
- Район бойових дій: Південно-Східна Азія й Океанія (Нова Гвінея, Соломонові острови, архіпелаг Бісмарка).
- Штаб: острів Рабаул, острів Нова Британія, Нова Гвінея.
- Місце останньої дислокації штабу: Рабаул, Нова Британія[1].
- Припинив існування: 15 серпня 1945 року після капітуляції Японії у Другій світовій війні.

## Бойові дії
- Війна на Тихому океані (1941–1945) як складова Другої світової війни.
Оборона Соломонових островів, Бугенвіля і Нової Гвінеї від наступу США, Великої Британії та їхніх союзників.

## Командування
Командир фронту:
1. генерал-лейтенант Імамура Хітоші (9 листопада 1942 — 15 серпня 1945)[2].

Голова штабу фронту:
1. генерал-лейтенант Като Рімпей (9 листопада 1942 — 15 серпня 1945)[2].

Віце-голови штабу фронту:
1. полковник Сато Суґуру (9 листопада 1942 — 2 серпня 1943)[2];
2. генерал-майор Арісуе Ядору (2 серпня 1943 — 29 серпня 1943)[2];
3. генерал-майор Кіміхіра Масатаке (11 вересня 1943 — 19 червня 1944)[2].

## Склад
- 17-та армія (Японія) (відповідальна за Соломонові острови);
- 18-та армія (Японія) (відповідальна за Нову Гвінею);
- 17-та дивізія (Японія);
- 38-ма дивізія (Японія);
- 39-та самостійна змішана бригада;
- 40-ва самостійна змішана бригада;
- 65-та бригада;
- 9-те артилерійське командування;
- авіаційний підрозділ;
- підрозділ зв'язку.